# Obras completas de Sigmund Freud
Las obras completas en español del médico neurólogo austriaco Sigmund Freud se componen de veinticuatro volúmenes en su edición basada en la Standard Edition.
La traducción directa del alemán estuvo a cargo de José Luis Etcheverry, cotejada con la edición inglesa bajo la dirección de James Strachey –Standard Edition of the Complete Psychological Works of Sigmund Freud- cuyo ordenamiento, comentarios y notas se reproducen en dicha versión. 

...Hemos tratado de justificar un modo de traducción; consistió en practicar una encuesta por los textos para registrar sus constantes, su composición molecular, su juego interno, y ello para que la versión pudiera servir de punto de partida a un pensamiento creador. Tuvimos siempre presente la reflexión que dirigió Don Quijote en Barcelona a uno que traducía del italiano: los originales son como esos bellísimos tapices de Flandes, de maravilloso colorido; las traducciones los muestran del revés, sólo su trama, sólo su esqueleto. Nos hemos empeñado en mostrar la trama, y no desesperamos de que algo de los brillantes colores del texto original haya pasado al nuestro.
José Luis Etcheverry, 1978

Etcheverry inició la traducción en el año 1976 y le llevó unos cuatro años terminarla.
La obra fue editada por Amorrortu Editores y publicada entre 1978 y 1985.
En 2024 se anunció la Edición estándar revisada de las obras psicológicas completas de Sigmund Freud para su publicación en junio de ese mismo año.

## Obras completas

### Volumen I
Publicaciones prepsicoanalíticas y manuscritos inéditos en vida de Freud (1886-1899) {ISBN 978-950-518-577-1}
1. Informe sobre mis estudios en París y Berlín (1856 [1886])
2. Prólogo a la traducción de J.-M. Charcot, Leçons sur les maladies du système nerveux (1886)
3. Observación de un caso severo de hemianestesia en un varón histérico (1886)
4. Dos breves reseñas bibliográficas (1887)
5. Histeria (1888)
6. Trabajos sobre hipnosis y sugestión (1888-92)
7. Prólogo a la traducción de H. Bernheim, De la suggestion (1888 [1888-89])
8. Reseña de August Forel, Der Hypnotismus (1889)
9. Tratamiento psíquico (tratamiento del alma) (1890)
10. Hipnosis (1891)
11. Un caso de curación por hipnosis (1892-93)
12. Prólogo y notas de la traducción de J.-M. Charcot, Leçons du mardi de la Salpêtrière (1887-88) (1892-94)
13. Bosquejos de la "Comunicación preliminar" de 1893 (1940-41 [1892])
14. Algunas consideraciones con miras a un estudio comparativo de las parálisis motrices orgánicas e histéricas (1893 [1888-93])
15. Fragmentos de la correspondencia con Fliess (1950 [1892-99])
16. Proyecto de psicología (1950 [1895])

### Volumen II
Estudios sobre la histeria (1893-1895) {ISBN 978-950-518-578-8}
1. Estudios sobre la histeria (Breuer y Freud) (1893-95) 
  1. I. Sobre el mecanismo psíquico de fenómenos histéricos: comunicación preliminar (Breuer y Freud) (1893)
  2. II. Historiales clínicos (Breuer y Freud)
  3. III. Parte teórica (Breuer)
  4. IV. Sobre la psicoterapia de la histeria (Freud)
2. Apéndice A. Cronología del caso de la señora Emmy von N.
3. Apéndice B. Escritos de Freud que versan predominantemente sobre la histeria de conversión

### Volumen III
Primeras publicaciones psicoanalíticas (1893-1899) {ISBN 978-950-518-579-5}
1. Prólogo a Sammlung kleiner Schriften zur Neurosenlehre aus den Jahren 1893-1906 (1906)
2. Charcot (1893)
3. Sobre el mecanismo psíquico de fenómenos histéricos (1893)
4. Las neuropsicosis de defensa (Ensayo de una teoría psicológica de la histeria adquirida, de muchas fobias y representaciones obsesivas, y de ciertas psicosis alucinatorias) (1894)
5. Obsesiones y fobias. Su mecanismo psíquico y su etiología (1895 [1894])
6. Sobre la justificación de separar de la neurastenia un determinado síndrome en calidad de "neurosis de angustia" (1895 [1894])
7. A propósito de las críticas a la "neurosis de angustia" (1895)
8. La herencia y la etiología de las neurosis (1896)
9. Nuevas puntualizaciones sobre las neuropsicosis de defensa (1896)
10. La etiología de la histeria (1896)
11. Sumario de los trabajos científicos del docente adscrito Dr. Sigm. Freud, 1877-1897
12. La sexualidad en la etiología de las neurosis (1898)
13. Sobre el mecanismo psíquico de la desmemoria (1898)
14. Sobre los recuerdos encubridores (1899)
15. Noticia autobiográfica (1901 [1899])

### Volumen IV
La interpretación de los sueños (I) (1900) {ISBN 978-950-518-580-1}
1. La interpretación de los sueños (1900 [1899])
  1. I. La bibliografía científica sobre los problemas del sueño 
    1. Apéndice de 1909
    2. Apéndice de 1914

  2. II. El método de la interpretación de los sueños. Análisis de un sueño paradigmático
  3. III. El sueño es un cumplimiento de deseo
  4. IV. La desfiguración onírica
  5. V. El material y las fuentes del sueño
  6. VI. El trabajo del sueño

### Volumen V
La interpretación de los sueños (II) y Sobre el sueño (1900-1901) {ISBN 978-950-518-581-8}
1. La interpretación de los sueños (continuación)
  1. VI. El trabajo del sueño (continuación) 
    1. D. El miramiento por la figurabilidad
    2. E. La figuración por símbolos en el sueño. Otros sueños típicos
    3. F. Ejemplos. Cuentas y dichos en el sueño
    4. G. Sueños absurdos. Las operaciones intelectuales en el sueño
    5. H. Los afectos en el sueño
    6. I. La elaboración secundaria

  2. VII. Sobre la psicología de los procesos oníricos
    1. A. El olvido de los sueños
    2. B. La regresión
    3. C. Acerca del cumplimiento de deseo
    4. D. El despertar por el sueño. La función del sueño. El sueño de angustia
    5. E. El proceso primario y el proceso secundario. La represión
    6. F. Lo inconciente y la conciencia. La realidad
    7. Apéndice A. Una premonición onírica cumplida
2. Sobre el sueño (1901)
  1. Apéndice B. Escritos de Freud que versan predominantemente o en gran parte sobre el sueño

### Volumen VI
Psicopatología de la vida cotidiana (1901) {ISBN 978-950-518-582-5}
1. Psicopatología de la vida cotidiana (Sobre el olvido, los deslices en el habla, el trastrocar las cosas confundido, la superstición y el error) (1901)

### Volumen VII
Tres ensayos de teoría sexual, y otras obras (1901-1905), «Fragmento de análisis de un caso de histeria» (Caso «Dora») {ISBN 978-950-518-583-2}
1. Fragmento de análisis de un caso de histeria (1905 [1901])
2. Tres ensayos sobre teoría sexual (1905)
  1. I. Las aberraciones sexuales
  2. II. La sexualidad infantil
  3. III. Las metamorfosis de la pubertad
  4. Resumen
  5. Apéndice. Escritos de Freud que versan predominantemente o en gran parte sobre la sexualidad
3. Colaboraciones para Neue Freie Presse (1903-04)
4. El método psicoanalítico de Freud (1904 [1903])
5. Sobre psicoterapia (1905 [1904])
6. Mis tesis sobre el papel de la sexualidad en la etiología de las neurosis (1906 [1905])
7. Personajes psicopáticos en el escenario (1942 [1905 o 1906])

### Volumen VIII
El chiste y su relación con lo inconsciente (1905) {ISBN 978-950-518-584-9}
1. El chiste y su relación con lo inconsciente (1905)
  1. A. Parte analítica
  2. B. Parte sintética
  3. C. Parte teórica
    1. Apéndice. Los acertijos de Franz Brentano

### Volumen IX
El delirio y los sueños en la «Gradiva» de W. Jensen, y otras obras (1906-1908) {ISBN 978-950-518-585-6}
1. El delirio y los sueños en la "Gradiva" de W. Jensen (1907 [1906])
2. La indagatoria forense y el psicoanálisis (1906)
3. Acciones obsesivas y prácticas religiosas (1907)
4. El esclarecimiento sexual del niño (Carta abierta al doctor M. Fürst) (1907)
5. El creador literario y el fantaseo (1908 [1907])
6. Las fantasías histéricas y su relación con la bisexualidad (1908)
7. Carácter y erotismo anal (1908)
8. La moral sexual "cultural" y la nerviosidad moderna (1908)
9. Sobre las teorías sexuales infantiles (1908)
10. Apreciaciones generales sobre el ataque histérico (1909 [1908])
11. La novela familiar de los neuróticos (1909 [1908])
12. Escritos breves (1906-09)

### Volumen X
«Análisis de la fobia de un niño de cinco años» y «A propósito de un caso de neurosis obsesiva» (1909) {ISBN 978-950-518-586-3}
1. Análisis de la fobia de un niño de cinco años (1909) 
  1. I. Introducción
  2. II. Historial clínico y análisis
  3. III. Epicrisis
  4. Apéndice al análisis del pequeño Hans (1922)
2. A propósito de un caso de neurosis obsesiva (1909) 
  1. [Introducción]
  2. I. Del historial clínico
  3. II. Sobre la teoría
3. Anexo. Apuntes originales sobre el caso de neurosis obsesiva
  1. Apéndice. Algunos escritos de Freud que se ocupan de la angustia y la fobias en los niños y de la neurosis obsesiva

### Volumen XI
Cinco conferencias sobre Psicoanálisis, Un recuerdo infantil de Leonardo da Vinci, y otras obras (1910) {ISBN 978-950-518-587-0}
1. Cinco conferencias sobre psicoanálisis (1910 [1909]) 
  1. Apéndice. Obras de divulgación del psicoanálisis escritas por Freud
2. Un recuerdo infantil de Leonardo da Vinci (1910)
3. Las perspectivas futuras de la terapia psicoanalítica (1910)
4. Sobre el sentido antitético de las palabras primitivas (1910)
5. Sobre un tipo particular de elección de objeto en el hombre (Contribuciones a la psicología del amor, I) (1910)
6. Sobre la más generalizada degradación de la vida amorosa (Contribuciones a la psicología del amor, II) (1912)
7. El tabú de la virginidad (Contribuciones a la psicología del amor, III) (1918 [1917])
8. La perturbación psicógena de la visión según el psicoanálisis (1910)
9. Sobre el psicoanálisis "silvestre" (1910)
10. Escritos breves (1910)

### Volumen XII
Trabajos sobre técnica psicoanalítica, y otras obras (1911-1913), «Sobre un caso de paranoia descrito autobiográficamente (Caso Schreber) {ISBN 978-950-518-588-7}
1. Puntualizaciones psicoanalíticas sobre un caso de paranoia (Dementia paranoides) descrito autobiográficamente (1911 [1910])
  1. Apéndice (1912 [1911])
2. Trabajos sobre técnica psicoanalítica (1911-1915 [1914])
3. El uso de la interpretación de los sueños en el psicoanálisis (1911)
4. Sobre la dinámica de la trasferencia (1912)
5. Consejos al médico sobre el tratamiento psicoanalítico (1912)
6. Sobre la iniciación del tratamiento (Nuevos consejos sobre la técnica del psicoanálisis, I) (1913)
7. Recordar, repetir y reelaborar (Nuevos consejos sobre la técnica del psicoanálisis, II) (1914)
8. Puntualizaciones sobre el amor de trasferencia (Nuevos consejos sobre la técnica del psicoanálisis, III) (1915 [1914])
9. Apéndice a los "Trabajos sobre técnica psicoanalítica"
10. Sueños en el folclore (Freud y Oppenheim) (1958 [1911])
11. Sobre psicoanálisis (1913 [1911])
12. Formulaciones sobre los dos principios del acaecer psíquico (1911)
13. Sobre los tipos de contracción de neurosis (1912)
14. Contribuciones para un debate sobre el onanismo (1912)
15. Nota sobre el concepto de lo inconsciente en psicoanálisis (1912)
16. Un sueño como pieza probatoria (1913)
17. Materiales del cuento tradicional en los sueños (1913)
18. El motivo de la elección del cofre (1913)
19. Dos mentiras infantiles (1913)
20. La predisposición a la neurosis obsesiva. Contribución al problema de la elección de neurosis (1913)
21. Introducción a Oskar Pfister, Die Psychanalytische Methode (1913)
22. Prólogo a la traducción al alemán de J. G. Bourke, Scatologic Rites of All Nations (1913)
23. Escritos breves (1911-13)

### Volumen XIII
Tótem y tabú, y otras obras (1913-1914) {ISBN 978-950-518-589-4}
1. Tótem y tabú. Algunas concordancias en la vida anímica de los salvajes y de los neuróticos (1913 [1912]) 
  1. Apéndice. Escritos de Freud que versan sobre antropología social, mitología e historia de las religiones
2. El interés por el psicoanálisis (1913)
3. Experiencias y ejemplos extraídos de la práctica analítica (1913)
4. Acerca del fausse reconnaissance ("déjà raconté") en el curso del trabajo psicoanalítico (1914)
5. El Moisés de Miguel Ángel (1914) 
  1. Apéndice (1927)
6. Sobre la psicología del colegial (1914)

### Volumen XIV
Trabajos sobre metapsicología, y otras obras (1914-1916), «Contribución a la historia del movimiento psicoanalítico» {ISBN 978-950-518-590-0}
1. Contribución a la historia del movimiento psicoanalítico (1914)
2. Introducción del narcisismo (1914)
3. Trabajos sobre metapsicología [1915]
4. Pulsiones y destinos de pulsión (1915)
5. La represión (1915)
6. Lo inconsciente (1915)
7. Complemento metapsicológico a la doctrina de los sueños (1917 [1915])
8. Duelo y melancolía (1917 [1915])
9. Apéndice a los "Trabajos sobre metapsicología"
10. Un caso de paranoia que contradice la teoría psicoanalítica (1915)
11. De guerra y muerte. Temas de actualidad (1915)
12. La transitoriedad (1916 [1915])
13. Algunos tipos de carácter dilucidados por el trabajo psicoanalítico (1916)
14. Escritos breves (1915-16)

### Volumen XV
Conferencias de introducción al psicoanálisis (Partes I y II) (1915-1916) {ISBN 978-950-518-591-7}
1. Conferencias de introducción al psicoanálisis (1916-17 [1915-17]) 
  1. Prólogo [1917]
  2. Prólogo a la traducción al hebreo [1930]
  3. Parte I. Los actos fallidos (1916 [1915])
  4. Parte II. El sueño (1916 [1915-16])

### Volumen XVI
Conferencias de introducción al psicoanálisis (Parte III) (1916-1917) {ISBN 978-950-518-592-4}
1. Parte III. Doctrina general de las neurosis (1917 [1916-17])

### Volumen XVII
«De la historia de una neurosis infantil» (Caso del «Hombre de los lobos»), y otras obras (1917-1919) {ISBN 978-950-518-593-1}
1. De la historia de una neurosis infantil (1918 [1914]) 
  1. Apéndice. Historiales clínicos más extensos de Freud
2. Sobre las trasposiciones de la pulsión, en particular del erotismo anal (1917)
3. Una dificultad del psicoanálisis (1917 [1916])
4. Un recuerdo de infancia en Poesía y verdad (1917)
5. Nuevos caminos de la terapia psicoanalítica (1919 [1918])
6. ¿Debe enseñarse el psicoanálisis en la universidad? (1919 [1918])
7. "Pegan a un niño". Contribución al conocimiento de la génesis de las perversiones sexuales (1919)
8. Introducción a Zur Psychoanalyse der Kriegsneurosen (1919) 
  1. Apéndice. Informe sobre la electroterapia de los neuróticos de guerra (1955 [1920])
9. Lo ominoso (1919)
10. Escritos breves (1919)

### Volumen XVIII
Más allá del principio de placer, Psicología de las masas y análisis del yo, y otras obras (1920-1922) {ISBN 978-950-518-594-8}
1. Más allá del principio de placer (1920)
2. Psicología de las masas y análisis del yo (1921)
3. Sobre la psicogénesis de un caso de homosexualidad femenina (1920)
4. Psicoanálisis y telepatía (1941 [1921])
5. Sueño y telepatía (1922)
6. Sobre algunos mecanismos neuróticos en los celos, la paranoia y la homosexualidad (1922 [1921])
7. Dos artículos de enciclopedia: "Psicoanálisis" y "Teoría de la libido" (1923 [1922])
8. Escritos breves (1920-22)

### Volumen XIX
El yo y el ello, y otras obras (1923-1925) {ISBN 978-950-518-595-5}
1. El yo y el ello (1923)
2. Una neurosis demoníaca en el siglo XVII (1923 [1922])
3. Observaciones sobre la teoría y la práctica de la interpretación de los sueños (1923 [1922])
4. Algunas notas adicionales a la interpretación de los sueños en su conjunto (1925)
5. La organización genital infantil (Una interpolación en la teoría de la sexualidad) (1923)
6. Neurosis y psicosis (1924 [1923])
7. El problema económico del masoquismo (1924)
8. El sepultamiento del complejo de Edipo (1924)
9. La pérdida de realidad en la neurosis y la psicosis (1924)
10. Breve informe sobre el psicoanálisis (1924 [1923])
11. Las resistencias contra el psicoanálisis (1925 [1924])
12. Nota sobre la "pizarra mágica" (1925 [1924])
13. La negación (1925)
14. Algunas consecuencias psíquicas de la diferencia anatómica entre los sexos (1925)
15. Josef Popper-Lynkeus y la teoría del sueño (1923)
16. Escritos breves (1923-25)

### Volumen XX
Presentación autobiográfica, Inhibición, síntoma y angustia, ¿Pueden los legos ejercer el análisis?, y otras obras (1925-1926) {ISBN 978-950-518-596-2}
1. Presentación autobiográfica (1925 [1924])
2. Inhibición, síntoma y angustia (1926 [1925])
3. ¿Pueden los legos ejercer el análisis? Diálogos con un juez imparcial (1926)
4. Psicoanálisis (1926)
5. Alocución ante los miembros de la Sociedad B'nai B'rith (1941 [1926])
6. Escritos breves (1926)

### Volumen XXI
El porvenir de una ilusión, El malestar en la cultura, y otras obras (1927-1931) {ISBN 978-950-518-597-9}
1. El porvenir de una ilusión (1927)
2. El malestar en la cultura (1930 [1929])
3. Fetichismo (1927)
4. El humor (1927)
5. Una vivencia religiosa (1928 [1927])
6. Dostoievski y el parricidio (1928 [1927])
7. Carta a M. Leroy sobre un sueño de Descartes (1929)
8. Premio Goethe (1930)
9. Tipos libidinales (1931)
10. Sobre la sexualidad femenina (1931)
11. Escritos breves (1929-31)

### Volumen XXII
Nuevas conferencias de introducción al psicoanálisis, y otras obras (1932-1936) {ISBN 978-950-518-598-6}
1. Nuevas conferencias de introducción al psicoanálisis (1933 [1932])
2. Sobre la conquista del fuego (1932 [1931])
3. ¿Por qué la guerra? (Einstein y Freud) (1933 [1932])
4. Mi contacto con Josef Popper-Lynkeus (1932)
5. Carta a Romain Rolland (Una perturbación del recuerdo en la Acrópolis) (1936)
6. Escritos breves (1932-36)

### Volumen XXIII
Moisés y la religión monoteísta, Esquema del psicoanálisis, y otras obras (1937-1939) {ISBN 978-950-518-599-3}
1. Moisés y la religión monoteísta (1939 [1934-38])
2. Esquema del psicoanálisis (1940 [1938])
3. Análisis terminable e interminable (1937)
4. Construcciones en el análisis (1937)
5. La escisión del yo en el proceso defensivo (1940 [1938])
6. Algunas lecciones elementales sobre psicoanálisis (1940 [1938])
7. Comentario sobre el antisemitismo (1938)
8. Escritos breves (1937-38)

### Volumen XXIV
Índices y bibliografías {ISBN 978-950-518-600-6}

### Volumen XXV
José Luis Etcheverry. Sobre la versión castellana {ISBN 978-950-518-576-4}

## Edición estándar revisada de las obras psicológicas completas de Sigmund Freud

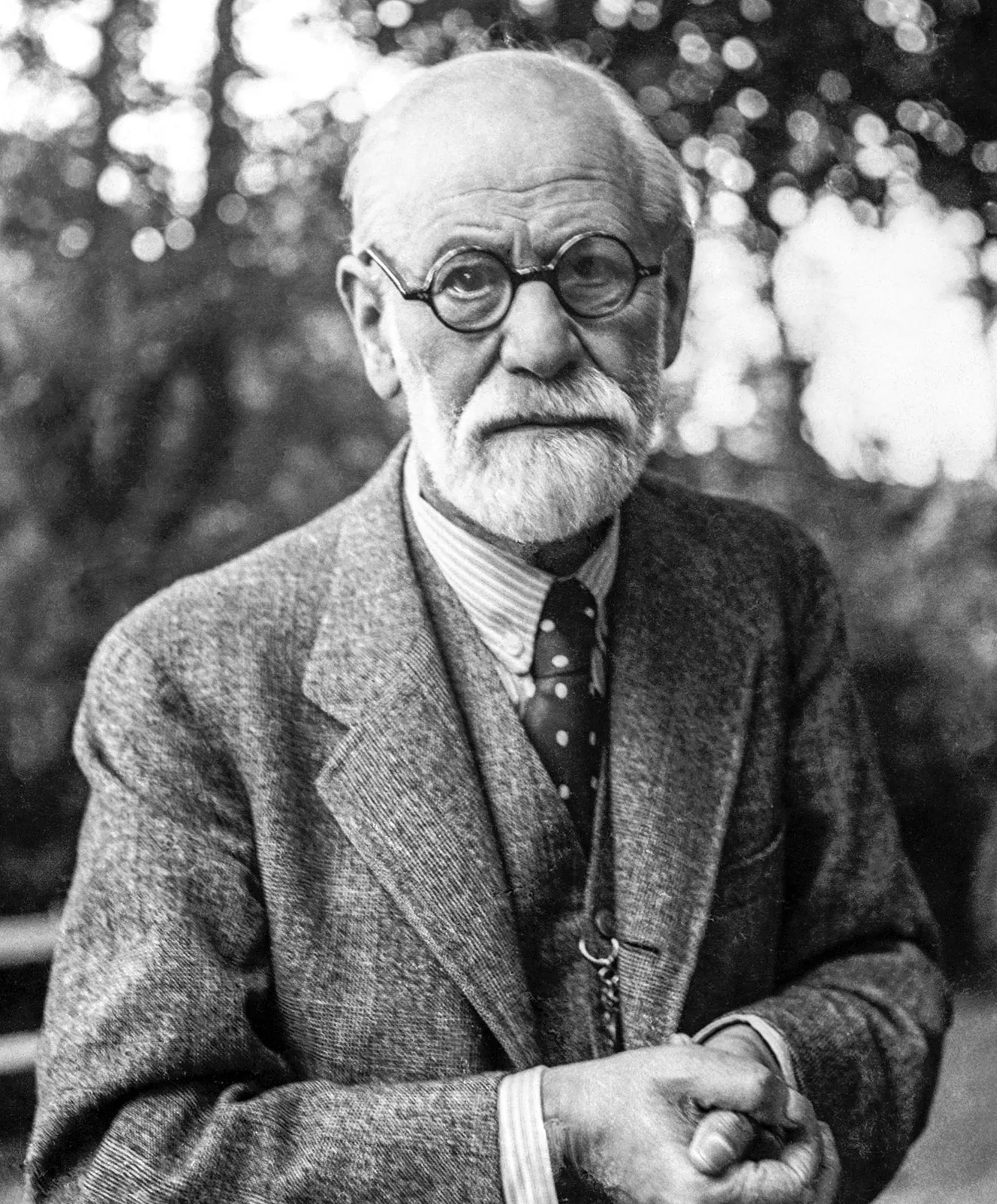
Freud al final de su vida.

En 2024 se anunció The Revised Standard Edition of the Complete Psychological Works of Sigmund Freud (Edición estándar revisada de las obras psicológicas completas de Sigmund Freud) para su publicación en junio de ese mismo año.
Dicha Edición revisada (RSE) se basa en la traducción canónica de la Edición estándar (SE) del alemán realizada por James Strachey, al tiempo que agrega una nueva capa de revisiones y traducciones. Las ambigüedades conceptuales y lexicográficas se aclaran en nuevas y extensas anotaciones. Basándose en convenciones establecidas y tradiciones intelectuales, la edición estándar revisada complementa los escritos de Freud con importantes comentarios editoriales que abordan términos técnicos controvertidos y cuestiones de traducción a través de la lente de la erudición moderna: un texto vivo en diálogo consigo mismo y con el lector. La RSE también incluye 56 ensayos y cartas que no estaban incluidas en la SE.
En el texto  de la RSE y en las notas a pie de página, un sutil subrayado distingue, de manera fácil y accesible, las revisiones y adiciones de Mark Solms de la traducción histórica y los comentarios de la edición estándar de James Strachey. Los lectores pueden examinar lo que Strachey contribuyó antes de las revisiones junto con las actualizaciones, nuevas traducciones, anotaciones y comentarios de Solms, poniendo colectivamente el texto de Freud y la traducción de Strachey en diálogo con cinco décadas de investigación, incluidos los desarrollos más recientes en el campo.
Encargada por la Sociedad Psicoanalítica Británica y coeditada por Rowman & Littlefield, la Edición Estándar Revisada reúne décadas de deliberación académica sobre la traducción de términos técnicos freudianos, conservando al mismo tiempo lo mejor de la traducción original al inglés de Strachey.